# Robert Kirkman's The Walking Dead: Search and Destroy
Robert Kirkman's The Walking Dead: Search and Destroy (no Brasil: The Walking Dead: Busca e Destruição) é um romance de terror pós-apocalíptico escrito por Jay Bonansinga e lançado em 18 de outubro de 2016. O romance é um spin-off da série de quadrinhos The Walking Dead e continua a explorar a história de uma das personagens mais infames da série, Lilly Caul. Search and Destroy é o terceiro livro de uma segunda série de romances de quatro partes.

## Enredo
Um ano após derrotar o culto de Garlitz, Lilly e seu grupo de sobreviventes iniciam uma aliança amigável com outros povoados pequenos e começam um projeto para revitalizar a ferrovia entre Woodbury e Atlanta, a fim de criar um método de viagem mais seguro.
Enquanto fazem reparos na ferrovia, um grupo brutal ataca Woodbury, incendiando as paredes e matando os adultos, para depois sequestrar as crianças. Lilly Caul e seu grupo tentam resgatar as crianças.